# Ruda-Zagrody
Ruda-Zagrody – wieś w Polsce położona w województwie lubelskim, w powiecie biłgorajskim, w gminie Biłgoraj.
W latach 1975–1998 miejscowość administracyjnie należała do województwa zamojskiego. 
Wieś wchodzi w skład sołectwa Ruda Solska, Ruda Zagrody w gminie Biłgoraj. Według Narodowego Spisu Powszechnego z roku 2011 wieś liczyła 77 mieszkańców i była 28. co do wielkości miejscowością gminy.
Wierni Kościoła rzymskokatolickiego należą do parafii św. Michała Archanioła w Soli.